# Gustaf Rutger von Liewen
Gustaf Rutger von Liewen, född den 14 maj 1772 på Brödåkra i Östra Ljungby socken, Kristianstads län, död den 13 januari 1835 i Stockholm, var en svensk friherre och militär. Han var sonson till Berndt Wilhelm von Liewen, måg till Mikael von Törne och svärfar till Gustaf Georg Stierngranat.
von Liewen blev sekundkorpral vid Södra skånska kavalleriregementets vargering 1790, kvartermästare där samma år och beviljades avsked 1791. Han blev sergeant vid Konungens eget värvade regemente samma år och fänrik där 1793. von Liewen avlade officersexamen sistnämnda år. Han blev löjtnant i armén 1799, löjtnant vid regementet 1801, kapten och regementskvartermästare där 1811, kapten med kompani 1817 och major 1821. von Liewen befordrades till överstelöjtnant i armén 1823, var tillförordnad kommendant i Landskrona 1826 och beviljades avsked 1829 då regementet upplöstes. Han blev överste i armén samma år. von Liewen tilldelades guldmedalj för tapperhet i fält 1815 och blev riddare av Svärdsorden 1818.